# La seva coartada
La seva coartada (títol original: Her alibi) és una pel·lícula estatunidenca dirigida per Bruce Beresford, estrenada l'any 1989. Ha estat doblada al català.

## Argument
Phil Blackwood és un escriptor que coneix l'èxit amb Peter Swift, personatge principal de les seves novel·les policíaques. No obstant això, fa un temps, s'arrossega en l'escriptura de la seva última història. Sam, el seu editor, i amic, li aconsella de trobar una nova dona, i que d'aquesta manera, trobarà mil nous crims per la seva novel·la. Davant el seu ordinador, no obstant això, esborra tot el que ha ja escrit. L'endemà, va als jutjats, esperant descobrir matèria per una nova intriga. Troba un grup de jubilats que passen el seu temps a endevinar les penes i els judicis dels criminals que passen per l'estrada. Allà Phil veu passar una jove romanesa de nom Nina, bonica i sensual, acusada d'un homicidi. De seguida, veu allà matèria per una nova història, i per saber-ne més, decideix anar a la presó, sota l'aparença d'un sacerdot catòlic que va a confessar-la. Acaba per persuadir-se que Nina és verdaderament innocent i decideix servir-li de coartada amb una única  condició, que passi un temps a casa seva. Nina, que és a punt de marxar amb una banda de romanesos, decideix acceptar. Però molt ràpidament, coses estranyes tenen lloc al seu voltant, i Phil comença a preguntar-se sobre la innocència de la seva protegida.

## Repartiment
- Tom Selleck: Phil Blackwood
- Paulina Porizkova: Nina
- William Daniels: Sam
- James Farentino: Frank Polito
- Hurd Hatfield: Troppa
- Ronald Guttman: 'Lucy' Comanescu
- Victor Argo: Avram
- Patrick Wayne: Gary Blackwood
- Tess Harper: Sally Blackwood
- Bill Smitrovich: Farrell
- Bobo Lewis: Rosa

### Nominacions
- Premi Golden Raspberry 1990 :
  - Pitjor actriu per Paulina Porizkova